# 山田哲也 (競艇選手)
山田 哲也（やまだ てつや、1982年10月14日 - ）は、千葉県印西市出身の競艇選手。登録番号4297。身長170cm。血液型A型。東京支部所属。95期。同期に峰竜太、海野康志郎らがいる。

## 来歴
- 千葉県立我孫子高等学校卒業。卒業後、やまと競艇学校に入学。リーグ戦勝率6.71（準優出4 優出4 第1戦、第7戦優勝）の成績を残して、卒業記念競走に優出した（6着）。
- 2004年11月10日、多摩川競艇場でデビュー。11月14日に初勝利。
- 2009年5月16日、唐津競艇場での一般競走で初優勝。
- 2010年4月6日、戸田競艇場での一般競走で優勝。
- 2010年4月19日、津競艇場での新鋭リーグ戦で優勝。2連続優勝を果たした。
- 2011年1月30日、宮島競艇場での新鋭王座決定戦競走で優勝、その後に開催される戸田競艇場での総理大臣杯競走にSG初出場だったが、開催中止で初出場は幻になり、代替開催の「SG東日本復興支援競走」はフライング休みで出場出来なかった。
- 2011年7月13日、蒲郡競艇場でのオーシャンカップ競走でSG初出場。
- 2012年10月28日、福岡競艇場において行われた第59回全日本選手権においてSG初優出（5着）。

## SG,G1,G2タイトル

### SG
- なし（優出1回）

### G1
- 共同通信社杯第25回新鋭王座決定戦競走（2011年・宮島競艇場）
- G1開設69周年記念 海の王者決定戦 （2022年・大村競艇場）

### G2
- なし